# Иванов, Иван Дмитриевич (экономист)
Ива́н Дми́триевич Ивано́в (9 января 1934, Москва — 25 января 2012) — советский и российский экономист, дипломат, доктор экономических наук (1967), профессор (1971), член-корреспондент АН СССР (1990), академик Российской академии наук (секция международных отношений, 2003).

## Биография
Окончил Московский институт внешней торговли (1957). Являлся заместителем директора ИМЭМО АН СССР (1977—1986), заместителем председателя ГВК СМ СССР (1986—1991), заместителем директора Института внешнеэкономических исследований (1991—1994), заместителем постоянного представителя России при Европейском сообществе в Брюсселе, заместителем министра иностранных дел РФ (1999—2001), заместителем директора Института Европы РАН.
Дипломатический ранг — чрезвычайный и полномочный посол (6 октября 1999 года).
Похоронен на Ясеневском кладбище Москвы.

## Основные работы
- Хозяйственные интересы России и её экономическая дипломатия. М., 2001;
- Расширение ЕС на восток: последствия для России // Современная Европа. 2003;
- Единый внутренний рынок ЕС: свет, тени, историческая перспектива // Современная Европа. 2004.